# Allardt
Allardt – miasto w Stanach Zjednoczonych, w stanie Tennessee, w hrabstwie Fentress.